# Qaumī Tarāna
Qaumī Tarāna (em urdu قومى ترانہ) é o hino nacional do Paquistão. A música do hino foi composta por Ahmed Ghulamali Chagla, com letras escritas por Abu-Al-Asar Hafeez Jullundhri. As três estrofes da composição foram oficialmente adoptadas em 1954 para substituir um antigo hino de Jagannath Azad. No entanto, a música para o hino tinha sido composta em 1950 e tinham sido utilizado em várias ocasiões antes da aprovação oficial. A letra faz alusão a uma "terra santa", referindo-se no Paquistão, e a uma "bandeira do crescente e da estrela", referindo-se à bandeira nacional. Oficialmente, o hino é muitas vezes chamado pela sua primeira linha, "pāk sarzamīn shād bād" ("bendito seja o solo sagrado"). O hino nacional é tocado durante todas as ocasiões envolvendo o hastear da Bandeira, por exemplo o Dia do Paquistão (23 de Março) e o Dia da Independência (14 de Agosto).
A música composta por Chagla reflete os seus antecedentes em ambas as regiões orientais e ocidentais da música. A letra é escrita em Urdu, mesmo usando gramática persa. Cada palavra em todo o hino é de origem árabe ou persa, com a única excepção de "ka" (کا ", de") tendo puramente origens hindus. O hino dura um minuto e vinte segundos, e utiliza 21 instrumentos musicais e 38 tons diferentes. 

## Rítmo
Qaumi Tarana

## Letra
| Urdu                                                     | Transliteração                      | Português | |
| پاک سرزمین شاد باد كشور حسين شاد باد تو نشان عزم عالیشان | ارض پاکستان مرکز یقین شاد باد       | Pāk sarzamīn shād bād Kishwar-e-hasīn shād bād Tū nishān-e-`azm-e-`alīshān Arz-e-Pākistān! Markaz-e-yaqīn shād bād        | Bendito seja o solo sagrado Feliz é o domínio liberal Símbolo de alta resolução Terra do Paquistão! Bendita sejas tu, cidadela da fé                                                                           |
| پاک سرزمین کا نظام قوت اخوت عوام قوم ، ملک ، سلطنت       | پائندہ تابندہ باد شاد باد منزل مراد | Pāk sarzamīn kā nizām Qūwat-e-ukhūwat-e-`awām Qaum, mulk, sultanat Pā-inda tābinda bād! Shād bād manzil-e-murād           | O fim desta terra sagrada É o poder morte da fraternidade do povo Poderosa a nação, o país, e o estado Brilhante na glória eterna! Bendito seja o objectivo da nossa ambição                                   |
| پرچم ستارہ و ہلال رہبر ترقی و کمال ترجمان ماضی شان حال   | جان استقبال سایۂ خدائے ذوالجلال     | Parcham-e-sitāra-o-hilāl Rahbar-e-tarraqqī-o-kamāl Tarjumān-e-māzī, shān-e-hāl Jān-e-istiqbāl! Sāyah-e-Khudā-e-Zū-l-Jalāl | Esta bandeira do crescente e da estrela Leva-nos para o caminho do progresso e da perfeição Interpretar do nosso passado, do nosso presente glorioso Inspiração do nosso futuro! Símbolo do Poder da protecção |